# Apoula Edel
Apoula Edel (n. 17 iunie 1986, Yaoundé, Camerun) este un fotbalist armean, de origine cameruneză, care evoluează la echipa Paris Saint-Germain pe postul de portar. De asemenea este și un fost component al echipei naționale de fotbal a Armeniei. A jucat în Liga I pentru Rapid București.

## Carieră
A debutat pentru Rapid București în Liga I pe 12 octombrie 2006 într-un meci câștigat împotriva echipei Gloria Bistrița.
La venirea sa în Giulești, în ianuarie 2006, fostul club al armeanului, Pyunik Erevan, a făcut apel la UEFA, susținând că jucătorul era încă sub contract cu ei. Drept urmare, Apoula Bete a fost suspendat 6 luni. Însă, în vara anului 2006, UEFA a dat dreptate clubului Rapid București și jucătorul a revenit în România, fiind legitimat de bucureșteni. Până la această soluționarea acestui litigiu, Apoula Bete s-a antrenat cu formația belgiană KAA Gent.